# Cementégető kemence

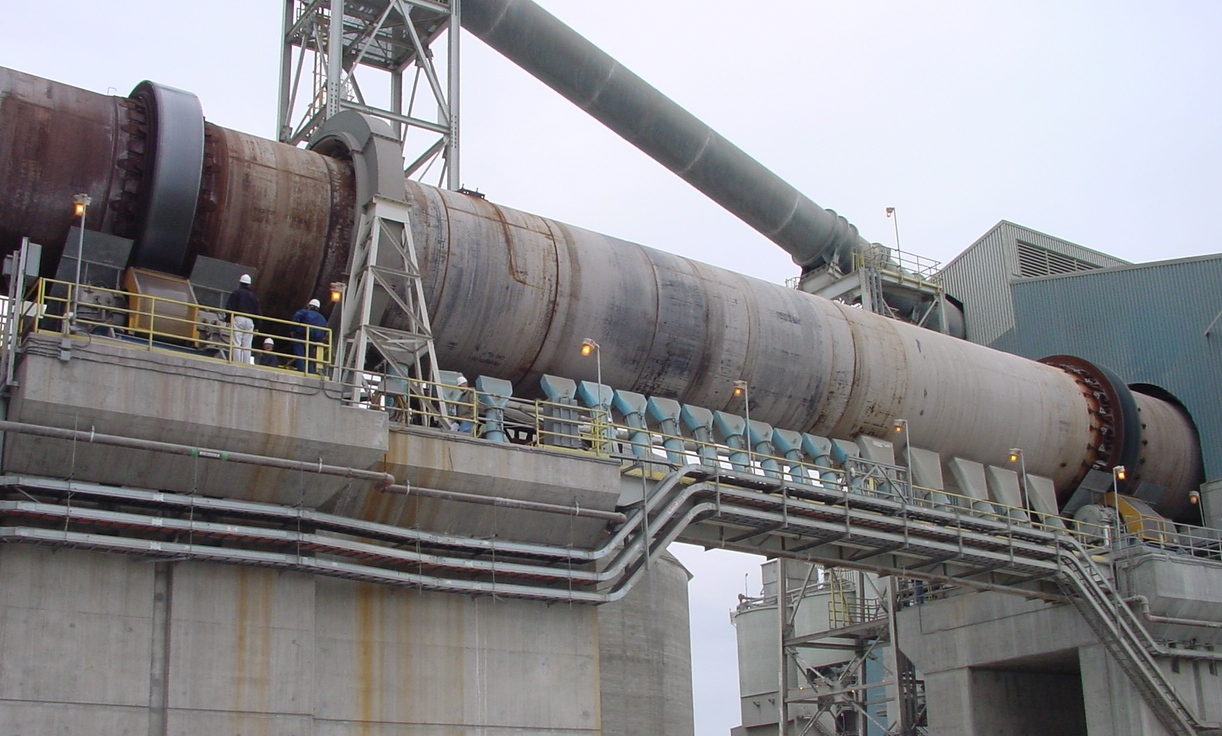
Közepes méretű, modern égetőkemence forró vége.

A cementégető kemencét portland és egyéb típusú hidraulikus cementek előállítására használják a tűzmegmunkálás fázisában, amelynek során a kalcium-karbonát reakcióba lép a szilícium-dioxid tartalmú ásványokkal, kalcium-szilikát keveréket hozva létre. Több mint egy milliárd tonna cement készül évente, elsősorban égetőkemencékben. Ez utóbbiak kapacitása általában meghatározza a cementgyár kapacitását is. Mivel a cementgyárak nagy energiafogyasztók és üvegházhatást keltő gázok kibocsátói, a cementgyártó technológiák tervezőinek legfontosabb feladata, hogy a gyártás hatékonyságát minél magasabb szintre emeljék.

## A cement-klinker előállítása
Egy tipikus előállítási folyamat három lépésből áll:
- Első lépés: mészkő és agyag vagy palás agyag keverékének őrlése, amelyből így „nyersliszt” lesz (lásd: Nyersmalom);
- A második lépésben hozzáadják a kemencéhez a nyerslisztet, és fokozatosan hevítik a kemence fűtőanyagának égéséből származó gázokkal. Folyamatos kémiai reakciók lépnek fel, ahogy a nyersliszt hőmérséklete növekszik:
  - 70 és 110°C között a szabad víz elpárolog.
  - 400 és 600°C között az agyagszerű ásványok lebomlanak az őket alkotó oxidokká; elsősorban szilícium-dioxiddá (SiO2) és alumínium-oxiddá (Al2O3). A dolomit (CaMg(CO3)2) kalcium-karbonátra bomlik le, magnézium-oxid (MgO) és szén-dioxid (CO2) keletkezik.
  - 650 és 900°C között a kalcium-karbonát reakcióba lép a  SiO2-dal, amelyből így belit (Ca2SiO4) lesz.
  - 900 és 1050°C között a megmaradó kalcium-karbonát lebomlik kalcium-oxidra és CO2-re.
  - 1300 és 1450°C között részleges (20–30%) olvadás történik, a belit reakcióba lép a kalcium-oxiddal, és alit (Ca3O.SiO4) keletkezik .

- A harmadik lépésben, a keletkezett keveréket (klinker) cementté  őrlik (lásd: Cementmalom).

## Jellegzetes klinkercsomók
Az alit a portlandcement egyik jellegzetes összetevője. Mintegy 1400-1450°C csúcshőmérséklet szükséges az előállításához. A részleges olvadástól az anyag összecsomósodik, és darabos lesz. A darabok átmérője átlagban 1–10 mm közötti. Ezt nevezik klinkernek. A forró klinker ezután egy hűtőrészbe kerül, ahol kb. 100°C fokra süllyed a hőmérséklete, és így már alkalmas lesz tárolásra. Az égetőkemence-rendszert úgy tervezik meg, hogy ezeket a folyamatokat hatékonyan végezze.

## A kezdetek
Először 1842-ben készült portlandcement-klinker egy átalakított mészégető kemencében. Alapvetően a tojástartó alakú mészégető kemencét egy kúpos résszel toldották meg, hogy a húzását megnöveljék, így könnyebben érték el a cement-klinkerhez szükséges magasabb hőmérsékletet. Kisebb átalakítások mellett ez a tervezés maradt a kizárólagos gyártási eljárás majdnem fél évszázadon keresztül. 
A nagy nyerslisztdarabok súlya miatt az égetőkemence méretét elővigyázatosságból lecsökkentették, emiatt ezek a kemencék soha nem termeltek adagonként 30 tonna klinkernél többet. Egy adag megforgatása egy hétig tartott. Egy napig töltötték a kemencét, három napig égették ki, két napig hűlt, és egy napig ürítették. Így a kemence évi 1500 tonna terméket tudott előállítani.
Egy égetőkemence lényegében csak egy ipari sütőnek tekinthető. Annak ellenére, hogy gyűjtőnév, az elnevezést mégis jó néhány különböző elven működő kemencére használják. A korai tervezések felfelé áramoltatásúak voltak, amelyeket gyakran építettek egyenes oldalú tölcsérként, melybe a tüzet padlószinten vagy fölötte vezették be. 70 láb (kb. 21,33 m) magasságot elérve a kemence dóm alakja már a táj jellegzetességét is megadta. A kemencebelső (korona) védelme mellett a tetőn lévő nyílás a gyártási folyamatok során keletkezett füstök és gázok elvezetésére is szolgált. Mintegy három, négy láb (kb. 1,22 m) széles rés volt a külső fal és a köpeny belseje között. Mivel az egy láb széles rés tágult, és zsugorodott a tüzelés alatt, köröskörül vasrudakkal merevítették. 
A 20. század elejéről származó lefelé áramoltató rendszer sokkal tüzelőanyag-takarékosabbnak bizonyult. Enyhe ívet terveztek a kemence „vállaihoz”, amelyek visszaverték a felszálló hőt a kemencében lévő anyag irányába. A füstöt és gázt ezután kiszívták a kemence alján lévő lyukakon át egy közelben álló kéménybe, amely több kemencével volt összekötve. Annak ellenére, hogy ez az eljárás sikeresnek bizonyult, a probléma az volt, hogy a kemencét mindig fel kellett fűteni, majd hagyni kellett kihűlni. Ez nem csupán rengeteg veszteséggel járt, de a késztermék kárára is vált.
A fűtőanyag megtakarítása végett a kemencét folyamatosan működtetni kellett, míg a nyersanyagot valahogy át kellett adagolni rajta. Ez vezetett a kamrás kemence kialakulásához az 1850-es évek végén. Ez a különleges kemence különálló kamrákból állt, amelyeket úgy rendeztek el, hogy az egyik kamrából kiáramló forró gázok előmelegítsék a másik kamrában lévő anyagot. Miután az első kamra megtelt nyersanyaggal, szenet adtak hozzá a kamratetőn lévő nyílásokon keresztül, és meggyújtották. Az innen származó hőt is felhasználták a soron következő kamrához, és ez így ment végig a kemence teljes hosszán. Mire a legutolsó kamrát begyújtották, az első kamrát már újra is töltötték, és a folyamat újra kezdődhetett. Az 1900-as évek végén még épültek ilyen kemencék, de a forgókemencék egyre szélesebb teret nyertek. 
Az ipar számára a forgókemence feltalálása rendkívül jelentős volt, hiszen ez lehetővé tette a folyamatos termelést, ezáltal nagyobb mennyiséget lehetett előállítani. 1885 környékén kezdődtek kísérletek folyamatosan termelő égetőkemence kialakítása érdekében. Az egyik ilyen volt az aknás égetőkemence, amely kialakításában hasonlított a vasolvasztóhoz. A darabos nyerslisztet és a fűtőanyagot a tetőn keresztül adagolták be, és a klinkert alul folyamatosan szedték ki. Az alsó részen nyomás alatt lévő levegőt fújtak keresztül, hogy a fűtőanyagot begyújtsák. 
Ezzel a kemencével napi 100-200 tonnát lehetett termelni, ezért rövid ideig alkalmazták. Mégis 1970 után Kínában és máshol rövid reneszánszát élte, vidéki gyárakban, kereskedelmi útvonalaktól távolabb eső helyeken előszeretettel alkalmazták. Néhány ezer ilyen típusú kemencét építettek a hatalmas ázsiai ország területén.
1885-től kezdve kísérleteztek a forgó kemencés megoldáson, amelyet mára a világ cementtermelésének 95%-ánál használnak.

## A forgókemence
A forgókemence egy acélcsőből készül, amelyet tűzálló téglával bélelnek ki. A cső enyhén lejt (1–4°), és lassan forog a tengelye körül 30 és 250 óránkénti fordulattal. A felső végen adagolt nyersliszt a kemence forgása miatt fokozatosan, a lejtés irányába, a cső alsó vége felé halad. A cső másik végén, az égetőcsövön keresztül fűtőanyagot fúvatnak be gáz, olaj vagy porlasztott szilárd fűtőanyag formájában, és ezzel az égetőkemence csőrészének alsó részén hatalmas koncentrikus lángot keltenek. Ahogy az anyag a lángba bevándorol, eléri a csúcshőmérsékletet mielőtt kiesne a kemence alján a hűtőbe. Először a hűtőn, majd a kemencén keresztül fújnak levegőt, hogy a tüzelőanyagot táplálja. A hűtőben a klinker felmelegíti a levegőt, amely 400-800°C-os lesz mire a kemencébe ér, ezáltal fokozott és gyors lesz a fűtőanyag égése.
A legkorábbi sikeresen működő forgókemencét Pennsylvaniában fejlesztették ki 1890 környékén. Annak a kemencének az átmérője 1,5 m, hossza 15 m volt. Egy ilyen kemence naponta kb. 20 tonna klinker előállítására volt képes. Eleinte olajat használtak a fűtésre, amely akkoriban bőségesen akadt Pennsylvaniában. Ezzel a fűtőanyaggal különösen könnyű volt jó lángot elérni. 
A következő 10 éven belül a porlasztott szenes fűtés technikája terjedt el, lényegesen lecsökkentve a fűtés költségét. 
1905-re a legnagyobb kemencék mérete 2,7×60 m lett, napi 190 tonnás teljesítménnyel.
Azóta a kemencék kapacitása erőteljesen nőtt, és a legnagyobb kemencék ma már napi 10.000 tonnát is termelnek. Az anyag olyan gyorsan megy át a korszerű kemencéken, hogy néhány öreg, nedves technológiás kemencénél 3 óra, vagy a rövid előkalcinálós kemencéknél akár 10 perc is elegendő a folyamathoz. A forgókemencék egész nap működnek, megszakítás nélkül akár 18 hónapig, csupán pár napra állnak le rövid karbantartás erejéig.

## A nedves és a száraz technológia
A nyerslisztet már a kezdetek óta két különböző eljárással készítették elő: az ásványi összetevőket vagy szárazan őrölték lisztszerű porrá, vagy víz hozzáadásával őrölték nedvesen finom iszappá, amelynek állaga egy 40–45%-osan hígított festékre emlékeztet.
A nedves módszer egyértelmű hátránya, hogy amikor az iszap bekerül a kemencébe sok üzemanyag használódik el a víz elpárologtatására. Emellett, a kemence mérete is nagyobb kell, hogy legyen a szárítási folyamat miatt. Ugyanakkor vannak előnyei is ennek a módszernek. Amikor az iszap a kemencében megszárad, szemcsés és morzsolódott lesz, ami ideális a kemence fűtéséhez. A száraz módszernél nagyon nehéz a finom nyerslisztet a kemencében tartani, mivel a gyorsfúvásos gázok általában újra kifújják. Emiatt vizet szoktak permetezni a száraz kemencébe, hogy a száraz liszt leülepedjen, így éveken keresztül kis különbség volt a két technológia között. Kezdetben a nedves módszer volt elterjedtebb.